# Bicester Airfield

i7
i11
i13
Das Bicester Airfield (ICAO-Code: EGNW) ist ein ehemaliger Militärflugplatz am nordöstlichen Stadtrand Bicesters der Grafschaft Oxfordshire, England.
Das Verteidigungsministerium ist weiterhin Eigentümer eines Teils des Geländes, die British Army nutzt es zu Trainingszwecken. Die heutige Hauptverwendung ist jedoch die zivile Nutzung als Segelfluggelände durch mehrere Luftsportvereine, einer von diesen ist auch Eigentümer des zivil genutzten Bereichs. Weite Teile des Flugplatzes befinden sich nach wie vor im Zustand der 1930er Jahre, es steht daher unter Denkmalschutz. Die ortsansässige „Chiltern Classic Flight“ bietet Mitflüge mit DHC-1 Chipmunk an. Der Verein Bomber Heritage Command (BCH) möchte (Stand 2012) am Standort ein Museum errichten.

## Geschichte

### RAF Bicester
Das heutige Aerodrome ist ein ehemaliger Militärflugplatz der Royal Air Force, den diese als Royal Air Force Station Bicester (kurz RAF Bicester) bezeichnete. Der erste Flug in Bicester fand bereits 1911 statt. Ein regelmäßiger Flugbetrieb wurde jedoch erst fünf Jahre später aufgenommen. Das Royal Flying Corps (RFC) nutzte die damals 0,73 km² Anlage ab Januar 1917 durch die 118. Squadron, eine Nachtbomberstaffel. Zwei Jahre nach Ende des Ersten Weltkrieges wurde das Aerodrome 1920 geschlossen.
Nach einer dreijährigen Reaktivierungsperiode wurde RAF Bicester Anfang 1928 als Bomber-Station wieder eröffnet, unter anderem waren hier Vickers Virginias, Boulton Paul Sidestrands, Hawker Horsleys, Hawker Harts und Bristol Blenheims stationiert. Die Einrichtung wurde in diesen Jahren kontinuierlich erweitert.
Im Jahre 1939 lagen neben zwei Blenheim-Staffel auch eine Spitfire und eine Avro Anson Staffel. Die Hauptaufgabe der Basis war die Flugschulung, Einsatzflüge wurden von Bicester nicht durchgeführt. 1939 begann auch die Flugzeugfertigung in Bicester, die Handley Page Halifax startete von hier im Herbst 1939 zu ihrem Erstflug. RAF Bicester wurde im Juli 1940 Hauptquartier der 7. Gruppe, einer zweiten Schulungsgruppe für das Bomber Command. Als fliegende Einheit lag die 13. Operational Training Unit in RAF Bicester. Diese wurde im Juni 1943  an das Fighter Command transferiert und war in Folge mit Spitfire und Mosquito ausgerüstet. In der Endphase des Zweiten Weltkriegs starteten in RAF Bicester auch Lastensegler-Gespanne für Einsätze auf dem europäischen Festland. Der reguläre militärische Flugbetrieb endete Ende 1944.
Seit 1956 wird der Flugplatz als Segelfluggelände genutzt, anfangs auch durch die RAF und bereits auch den heutigen Eigentümer des Flugfeldes. Sowohl die RAF als auch die British Army nutzten Teile des Areals weiterhin militärisch.